# 贝尔韦代雷-奥斯特伦塞
贝尔韦代雷-奥斯特伦塞（義大利語：Belvedere Ostrense）是意大利安科纳省的一个市镇。总面积28.91平方公里，人口2312人，人口密度80.0人/平方公里（2009年）。ISTAT代码为042005。